# ياكوب فيلهلم رو
ياكوب ويلهلم رو (بالألمانية: Jakob Wilhelm Roux)‏ هو رسام ألماني، ولد في 13 أبريل 1771 في ينا في ألمانيا، وتوفي في 22 أغسطس 1831 في هايدلبرغ في ألمانيا.